# Niels Mikkelsen
Kaptajnløjtnant Niels Mikkelsen (født 1902, død 1964) var kaptajn i det beredne artilleri og en dansk militaryrytter.
Mest opmærksomhed blev der om hans deltagelse i De Olympiske Lege 1948 i kategorien Military på vallakken St. Hans, hvor han stod til guldmedalje, men red forbi en blomstersøjle på den forkerte side og blev diskvalificeret i den ene gennemridning. Der blev fra dansk side protesteret, da det var en ændring, der blev foretaget efter konkurrencens start og ikke var blevet bemærket af flere ryttere, der således også blev diskvalificeret. Et halvt år efter disse olympiske lege modtog den danske delegation en officiel beklagelse af det internationale rideforbunds (Federation Equestre International) kongres.
I 1953 blev han pensioneret fra artilleriet og sluttede sig derefter til Cirkus Benneweis, hvor han i flere år red dressur. Efter nogle år hos Benneweis endte han sin karriere som berider på Hjortekær Rideskole.
Niels Mikkelsen er begravet i hjembyen Hinnerup.